# Lijst van voetbalinterlands Bosnië en Herzegovina - Letland
Deze lijst van voetbalinterlands is een overzicht van alle officiële voetbalwedstrijden tussen de nationale teams van Bosnië en Herzegovina en Letland. De landen hebben tot op heden twee keer tegen elkaar gespeeld. De eerste ontmoeting, een kwalificatiewedstrijd voor het Wereldkampioenschap voetbal 2014, werd gespeeld op 11 september 2012 in Zenica. Het laatste duel, de returnwedstrijd in dezelfde kwalificatiereeks, vond plaats in Riga op 7 juni 2013.

## Wedstrijden
| № | Plaats | Datum             | Competitie           | Wedstrijd                       | Uitslag |
| - | ------ | ----------------- | -------------------- | ------------------------------- | ------- |
| 1 | Zenica | 11 september 2012 | WK 2014 kwalificatie | Bosnië en Herzegovina − Letland | 4 − 1   |
| 2 | Riga   | 7 juni 2013       | WK 2014 kwalificatie | Letland − Bosnië en Herzegovina | 0 − 5   |

## Samenvatting
| Competitie      | Totaal gespeeld | Winst Bosnië en Herzegovina | Gelijk | Winst Letland | Doelsaldo Bosnië en Herzegovina – Letland |
| --------------- | --------------- | --------------------------- | ------ | ------------- | ----------------------------------------- |
| WK-kwalificatie | 2               | 2                           | 0      | 0             | 9 − 1                                     |
| Totaal          | 2               | 2                           | 0      | 0             | 9 − 1                                     |

Wedstrijden bepaald door strafschoppen worden, in lijn met de FIFA, als een gelijkspel gerekend.

## Details

### Eerste ontmoeting
| WK 2014 kwalificatie (Zenica, Bosnië en Herzegovina, 11 september 2012):                 |       |                   |
| Bosnië en Herzegovina                                                                    | 4 – 1 | Letland           |
| Zvjezdan Misimović 12' (pen.) Miralem Pjanić 44' Zvjezdan Misimović 54' Edin Džeko 90+1' | goals | 5' Kaspars Gorkšs |

### Tweede ontmoeting
| WK 2014 kwalificatie (Riga, Letland, 7 juni 2013):                           |              |                                                                                           |
| Letland                                                                      | 0 – 5        | Bosnië en Herzegovina                                                                     |
|                                                                              | goals        | 48' Senad Lulić 53' Vedad Ibišević 63' Haris Međunjanin 80' Miralem Pjanić 82' Edin Džeko |
| Aleksandrs Fertovs 11'                                                       | rode kaarten |                                                                                           |
| - Laatste duel van Letland onder leiding van bondscoach Aleksandrs Starkovs. |              |                                                                                           |